# 広島県道76号神辺大門線
広島県道76号神辺大門線（ひろしまけんどう76ごう かんなべ だいもんせん）は、広島県福山市にある県道（主要地方道）である。

## 概要
福山市の神辺町地内から大門町地内へ至る市域内完結路線である。なお、市域内完結路線のため、経過地の地名は路線データを除き、市名を省略した説明とする。

### 路線データ
広島県告示第406号に基づく起点・終点は次のとおり。
- 起点 : 広島県福山市神辺町[1]
- 終点 : 広島県福山市大門町[1]
- 路線延長 : 実延長 11.705 km [1]
- 路線認定 : 1994年（平成6年）4月1日 [1]

## 歴史
前身は広島県道101号平野笠岡線および広島県道379号坪生福山線の各一部と、広島県道380号坪生大門線の全線。広島県道101号平野笠岡線と広島県道380号坪生大門線は、広島県告示第408号の2で廃止され、広島県道379号坪生福山線については広島県道101号平野笠岡線のうち主要地方道に移行しなかった部分を合わせて広島県道3号井原福山港線交点まで延長となる。
また、本県道の認定上の終点は大門町でありながら事実上の終点は引野町であるのは、前身の一つである広島県道380号坪生大門線時代からで、本県道沿線にある川原山池（坪生町）付近から今は幕山台などの大規模住宅団地になっているところを突っ切り、国道2号「大門町津之下交差点」（大門町大門）に出ていたものが、日本鋼管（現在のJFEホールディングス）進出を契機とした大規模な宅地開発で大幅に路線が付け替えられたことによる。

### 年表
- 1993年（平成5年）
  - 5月11日 : 建設省告示第1270号により広島県道101号平野笠岡線の一部、広島県道379号坪生福山線の一部、広島県道380号坪生大門線が主要地方道神辺大門線に指定[2]。
- 1994年（平成6年）
  - 4月1日 : 広島県告示第406号により認定[1]。
- 2006年（平成18年）
  - 3月1日 : 深安郡神辺町が福山市に編入。これにより市域内完結路線となる。
- 2013年（平成25年）
  - 12月26日10時 : 広島県告示第927号・929号により坪生町地内[注 2]の新道（供用延長 L=610 m、道路幅員 W=6.0 (16.0) m ・車道2車線・両側歩道、総事業費 約9億円、事業期間 平成12年度 - 平成25年度）が供用開始[5][6]。
- 2014年（平成26年）
  - 11月22日 : 福山市立坪生小学校の通学路でありながら信号機が設置されていなかった坪生町地内の新道にある横断歩道に押しボタン式信号機が新設され、運用開始[7]。

## 路線状況
神辺町平野地内から神辺町下竹田地内までは右左折を繰り返す幅員狭隘区間が存在。

### 重用区間
- 広島県道379号坪生福山線（坪生町五丁目・坪生町北交差点 - 坪生町四丁目・坪生町交差点）

## 地理

### 通過する自治体
- 広島県
  - 福山市
    - 通過地 : 神辺町平野 - 神辺町下竹田 - 神辺町上竹田 - 坪生町 - 坪生町南 - 東陽台 - 幕山台 - 青葉台 - 春日台 - 伊勢丘 - 引野町

### 交差する道路
本路線の国道・県道路線との接続は次のとおり。
- 国道313号（神辺町平野・平野分かれ交差点）
- 広島県道189号福山上御領線（神辺町下竹田・神辺町下竹田交差点）
- 広島県道379号坪生福山線（坪生町五丁目・坪生町北交差点）
- 広島県道379号坪生福山線（坪生町四丁目・坪生町交差点）
- 国道2号（引野町・伊勢丘入口交差点）

### 沿線の主要施設
本路線に近接する主要施設は次のとおり。
- 福山市立神辺東中学校（神辺町下竹田）
- 福山市立竹尋小学校 （神辺町下竹田）
- 福山市立鳳中学校（伊勢丘六丁目）
- 福山市東部市民センター（福山市東部図書館併設） （伊勢丘六丁目）
- 英数学館小学校・中学校・高等学校（引野町）

### 並行する旧街道
神辺町下竹田（竹田橋南詰） - 坪生町（坪生公民館前）において並行する旧街道は次のとおり。
- 石見銀山街道笠岡道
  - 旧石見国方向に対して「石州街道」、備中笠岡方向に対して｢笠岡往来｣とも。小田県時代（1871年 - 1875年）には小田県庁があった備中笠岡（現在の岡山県笠岡市）と備後府中（現在の広島県府中市）を結ぶ幹線道として整備するつもりだったが、小田県が岡山県と合併した後、旧備後国が広島県に編入となり頓挫した[8]。